# الدار ممیشویچ
الدار ممیشویچ (انگلیسی: Eldar Memišević؛ زادهٔ ۲۱ ژوئن ۱۹۹۲) بازیکن هندبال بوسنیایی‌تبار اهل قطر است.